# Legoland

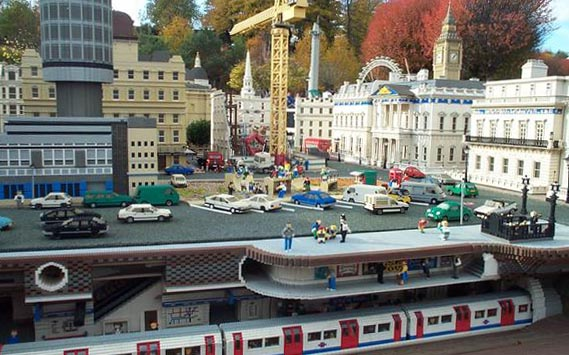
Particolare del parco di Legoland Windsor

Legoland (marchio registrato come LEGOLAND) è una catena di parchi di divertimento a tema basati sui giocattoli dell'azienda LEGO. I Legoland non sono completamente di proprietà della stessa Lego Group la quale possiede il 30% mentre il restante 70% è in mano alla compagnia britannica di parchi di divertimento Merlin Entertainments.
La catena attualmente comprende:
- Legoland Billund (a Billund, in Danimarca)
- Legoland Windsor (a Windsor, in Inghilterra, nel Regno Unito)
- Legoland Deutschland (a Günzburg, in Germania)
- Legoland California (a Carlsbad, negli Stati Uniti)
- Legoland Malaysia (a Nusajaya, in Malaysia)
- Legoland Dubai (a Dubai, negli Emirati Arabi)
- Legoland Japan (a Nagoya in Giappone)
- Legoland New York (a Goshen, negli Stati Uniti)
- Legoland Korea (a Chuncheon, in Corea del Sud)
- Legoland Water Park Gardaland (a Castelnuovo del Garda[1][2][3][4], in Italia)

## Storia
Nel comune di Billund, vicino alla sede centrale della LEGO e a breve distanza dall'aeroporto c'è Legoland, il più antico parco della catena dove sono riprodotti, in scala, celebri monumenti con i famosi mattoncini in plastica LEGO.
Fondata nel 1968 dall'azienda danese leader nella produzione di mattoncini da costruzione, la catena si è sviluppata negli anni creando altri 9 parchi situati in tre paesi europei, tre negli Stati Uniti e tre in Asia.
A Windsor, nel 2013, è nato il Lego Hotel dalle ceneri di un deposito che aveva preso fuoco.
Da luglio 2005 la maggioranza di proprietà è passata alla Merlin Entertainments con una quota del 70% del capitale azionario, mentre la LEGO detiene attualmente il 30%.
La particolarità del parco risiede nelle costruzioni interamente realizzate con i mattoncini LEGO.

## Regole
I parchi sono progettati per famiglie di persone con bambini piccoli (fino a 11 anni). Sebbene vi sia anche qualche montagna russa, le attrazioni non sono così numerose ed estreme come quelle di altri parchi; infatti c'è una maggiore enfasi sulle giostre adatte ai bambini più piccoli.
I parchi sono divisi in vari settori, comuni a tutti i parchi Legoland. Ad esempio, in tutti i parchi c'è una città in miniatura costruita con milioni di mattoncini LEGO, che include i modelli di luoghi e scene di tutto il mondo. Altre caratteristiche includono un centro Lego Mindstorms (basato sull'apprendimento divertente), i giardini Duplo(per i più piccoli), un'area di guida (con attrazioni come scuola guida, scuola nautica, scuola di volo e caserma dei pompieri), La mia città, Boschi selvaggi e il Regno dei Cavalieri.
Le giostre dei parchi sono tutte a tema LEGO: infatti molte sono costruite per sembrare come se fossero realizzate con mattoncini LEGO. Inoltre tendono ad essere basate su una particolare linea di LEGO: per esempio, un'attrazione popolare in tutti i parchi è il Coaster Drago, che è vagamente basata sul Regno dei Cavalieri (un particolare tipo di mattoncini). Un'altra attrazione è la scuola guida, in cui i bambini piccoli possono guidare auto elettriche che sembrano le automobili LEGO su una piccola rete di strade, per poi ottenere una patente di guida ricordo. Il numero esatto di attrazioni varia tra parco e parco anche se, come nei parchi Disney, c'è una certa somiglianza.

## Parchi

### Asia

#### Legoland Malaysia

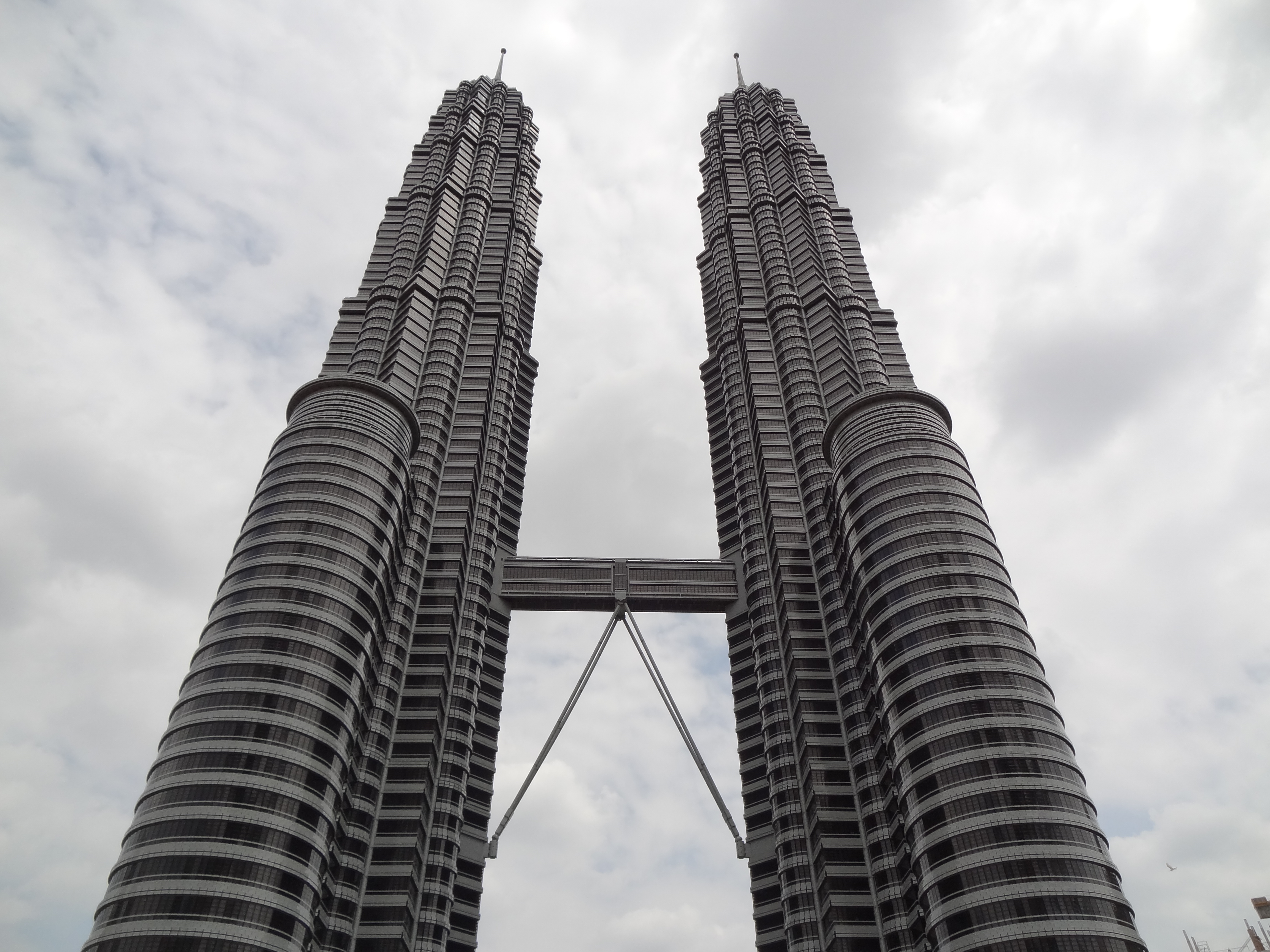
Torri Petronas a Legoland Malaysia

Legoland Malaysia è stato inaugurato a Nusajaya, Johor, Malaysia il 15 settembre 2012, ed è il primo parco Legoland in Asia. Le attrazioni sono divise in sette aree tematiche per tutte le età: Miniland, The Beginning, terra di avventura, fantasia, Regno LEGO, LEGO Technic, e LEGO City. Il cuore del parco è Miniland, dove sono stati costruiti quasi tutti i luoghi di interesse asiatici utilizzando mattoncini LEGO.

### Europa

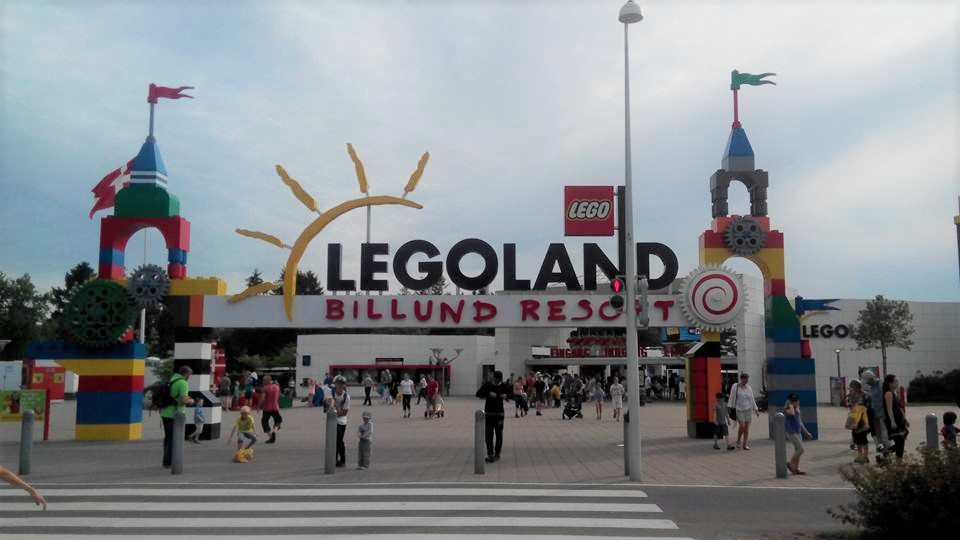
Ingresso del Legoland Billund, Danimarca

#### Legoland Billund
Si trova a Billund, in Danimarca ed è il più antico. È diviso in dieci mondi differenti: Duplo Land, Imagination Zone, LEGOREDO Town, Adventure Land, Miniland, terra dei pirati, Lego City, regno dei Cavalieri, terra vichinga e terra polare. Il parco ha aperto nel 1968 e ogni anno è visitato da 1,6 milioni di persone, il che la rende l'attrazione turistica danese più visitata al di fuori di Copenaghen.

#### Legoland Deutschland

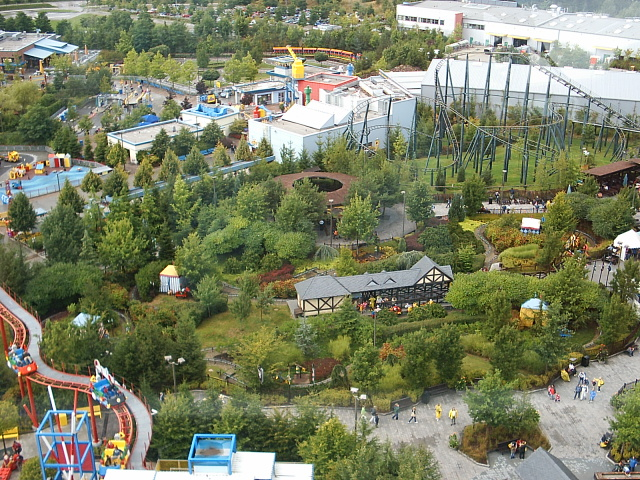
Veduta aerea di Legoland Deutschland

Legoland Deutschland è situato a Günzburg, in Germania ed è stato inaugurato nel 2002. A partire dal 2009, ci sono sette aree del parco, tra cui: Imagination Center, Miniland, LEGO X-treme, LEGO City, Regno dei cavalieri, Adventure Land, e la Terra dei Pirati.

#### Legoland Windsor
Legoland Windsor è stato costruito sul sito del precedente Windsor Safari Park di Windsor, Berkshire, Inghilterra, nel Regno Unito e inaugurato nel 1996. A partire dal 2010, sono state realizzate dodici aree del parco, tra cui: The Beginning, Centro Immaginazione, Miniland, Duplo Land, Traffico, LEGO City, Terra dei Vichinghi, Regno dei Faraoni, Terra dei Pirati, Regno dei Cavalieri, e Adventure Land.

#### Ex Legoland Sierksdorf
A Sierksdor, nel nord della Germania, esisteva il secondo Parco Legoland costruito e aperto dal 1973 al 1976. Successivamente il parco è stato venduto, e attualmente è denominato Hansa-Park.

#### In Italia
Nel 2007 Nick Varney, amministratore delegato della Merlin Entertainments, ha rivelato il progetto di inserire un Legoland Discovery Centre, ovvero un family playground in parte coperto "brandizzato" LEGO (probabilmente simile a quello realizzato a Berlino) all'interno del parco di divertimenti di Gardaland, di proprietà dell'azienda inglese, ma tale intento non ha poi trovato un seguito.
Legoland Water Park, inaugurato il 26 giugno 2021, sorge all'interno del parco di divertimenti Gardaland.

### Nord America

#### Legoland California
Legoland California si trova a Carlsbad, in California, Stati Uniti. Il parco ha aperto il 20 marzo 1999, ed è suddiviso in nove sezioni: The Beginning, Isola di Dino, Esplora Village, Fun Town, Castle Hill, Miniland USA, Imagination Zone, Spiaggia dei Pirati, e Land of Adventures. Adiacenti al parco sorgono: un acquario Sea Life e, dal 2010, il primo parco acquatico Legoland (seguito poi l'anno successivo dall'apertura di Legoland Florida).

#### Legoland Florida
Legoland Florida ha aperto il 15 ottobre 2011 come secondo parco Legoland negli Stati Uniti, ed è il più grande parco Legoland del mondo. Il parco è stato costruito sul sito degli ex Cypress Gardens, uno storico e famoso parco a tema in Florida. Questo parco è suddiviso in 10 aree: The Beginning, Fun Town, Duplo Land, Miniland USA, Regni, Covo dei Pirati, Imagination Zone, Technic, Land of Adventure, Lego City, e una replica restaurata dei Cypress Gardens. Legoland Florida ha aperto il 26 maggio 2012 un parco acquatico che sostituisce la precedente "Splash Island" dei Cypress Gardens.

## Progetti futuri
Sono in fase di sviluppo nuovi parchi Legoland: Legoland Shanghai in Cina e a Chuncheon, nella Corea del Sud.